# Clara Peeters
Clara Peeters, geboren in de periode 1580/1589 en werkzaam in Antwerpen van 1607/1608 tot 1657, was een kunstschilderes. Zij was in de zeventiende eeuw een van de pioniers in de ontwikkeling van het stilleven als genre.

## Levensloop
Er is maar weinig over haar leven met zekerheid bekend. Haar naam doet vermoeden dat ze van Nederlandstalige afkomst is. Het werk dat ze in 1611 en 1612 maakte, vertoont een rijpe stijl die doet denken aan die van Osias Beert, doch de lichtwerking op haar eigen schilderijen is beter ontwikkeld. In ieder geval menen kunsthistorici dat zij door haar stijl te kwalificeren is als Vlaams. In mei 1594 werd een Clara Peeters gedoopt in de Sint Walburgis in Antwerpen. Dat kan zij niet geweest zijn, aangezien ze dan te jong zou zijn geweest voor het maken van de eerste excellente werken die van haar bekend en door haar gedateerd zijn. Haar naam kwam verder frequent voor in Antwerpen. Zij is evenmin de 'Clara Pieters uit Antwerpen' die in 1612 en 1617 in Amsterdam en 's-Gravenhage vermeld wordt.
Het meesterschap waarmee de kunstenares haar aanvankelijk kleinschalige, gedetailleerde afbeeldingen schilderde, toont aan dat ze opgeleid moet zijn door een meester. Er is geen bewijs van intekening dat Peeters lid is geweest van de Antwerpse Sint-Lucasgilde; de documenten van de relevante jaren zijn verloren gegaan. Op de achterkant van een van haar werken bevindt zich een zegel van het Sint-Lucasgilde uit Antwerpen, doch dat kan ook betekenen dat ze een aan iemand anders toebehorend paneel hergebruikt heeft.
In 1657 voltooide ze haar laatste stilleven, waarvan de huidige verblijfplaats onbekend is, en dat is het laatste wat er van haar bekend is: de plaats en datum van haar overlijden zijn niet bekend.

## Stijl
Peeters was gespecialiseerd in stillevens met prachtige voorwerpen, heerlijke vruchten, exotische bloemen en kostbaar voedsel. De meeste van haar werken kunnen worden gecatalogiseerd als bloem-, banket- of ontbijtstuk.

Binnen het genre "stilleven" hanteerde ze verschillende schildertechnieken, van zeer dunne tot pasteus geschilderde verflagen. Ze was zeer bedreven in het onderscheiden van texturen, wat onder andere duidelijk te zien is in haar werk Stilleven met vis en kat. Peeters was, voor zover als bekend is, de eerste schilder die visstillevens schilderde.

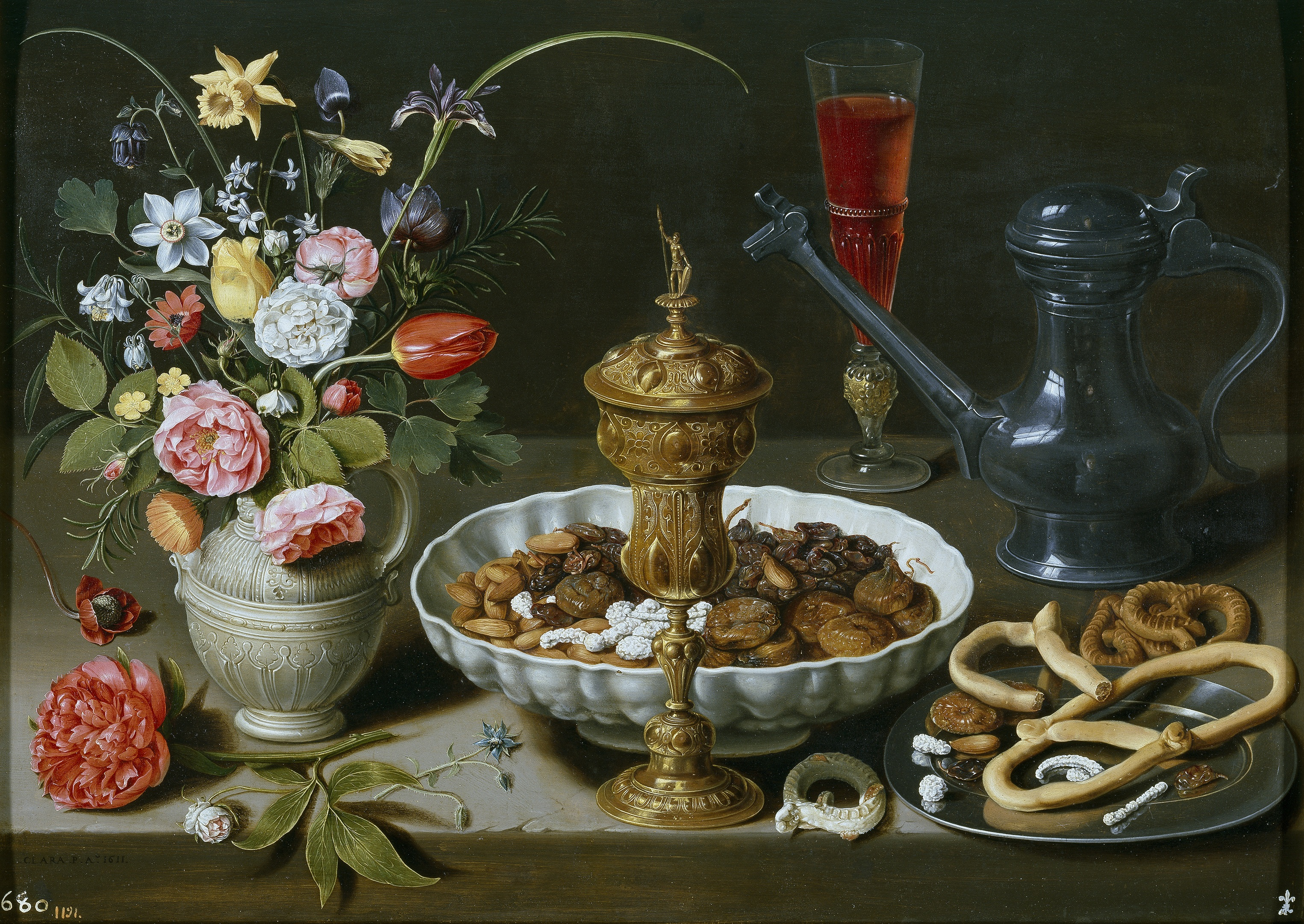
Stilleven met versnaperingen en pronkbeker, 1611, Prado, Madrid

Uiterst nauwgezet in detail, voegde Peeters soms miniatuurzelfportretten toe in het glanzende oppervlak van de kannen en bokalen in haar stillevens. Het zelfportret in miniatuur werd al in 1434 door Jan van Eyck toegepast in zijn portret van het echtpaar Arnolfini. Peeters was een van de eersten die het in 17e-eeuwse stillevens gebruikte. Het ging bij haar niet om een enkel zelfportret, maar om soms wel vijf of zes zelfportretjes in een schilderij. In haar Stilleven met versnaperingen en pronkbeker uit 1611 (zie afbeelding hierbij) schilderde ze zeven zelfportretjes in de uitstulpingen van de pronkbeker en nog drie weerspiegelingen van de schilderes aan het werk in de schenkkan, waarvan eentje ondersteboven.

Tegen 1612 schilderde de jonge kunstenares een groot aantal levensechte stillevens die typisch uit een aantal waardevolle voorwerpen bestonden, zoals versierde metalen drinkbekers, gouden muntstukken en exotische bloemen op een smalle tafel, bekeken vanuit een laag standpunt tegen een donkere achtergrond. Net zoals haar mogelijke leermeester Osiah Beert vermeed Peeters het overlappen van voorwerpen en zette ze bij elkaar horende groepen fruit, noten, taarten, gebakken dingen, kostbare kruiken en drinkbekers naast elkaar. De sierlijkheid waarmee deze elementen uitgestald zijn, samen met de aandacht voor de texturen en het zorgvuldig weergeven, zijn karakteristiek voor haar stillevens. Haar werk Stilleven met olijven is daar een zeer duidelijk voorbeeld van.

## Werk
Er worden een ongeveer veertigtal schilderijen aan Clara Peeters toegeschreven.

## Verspreiding van haar werk

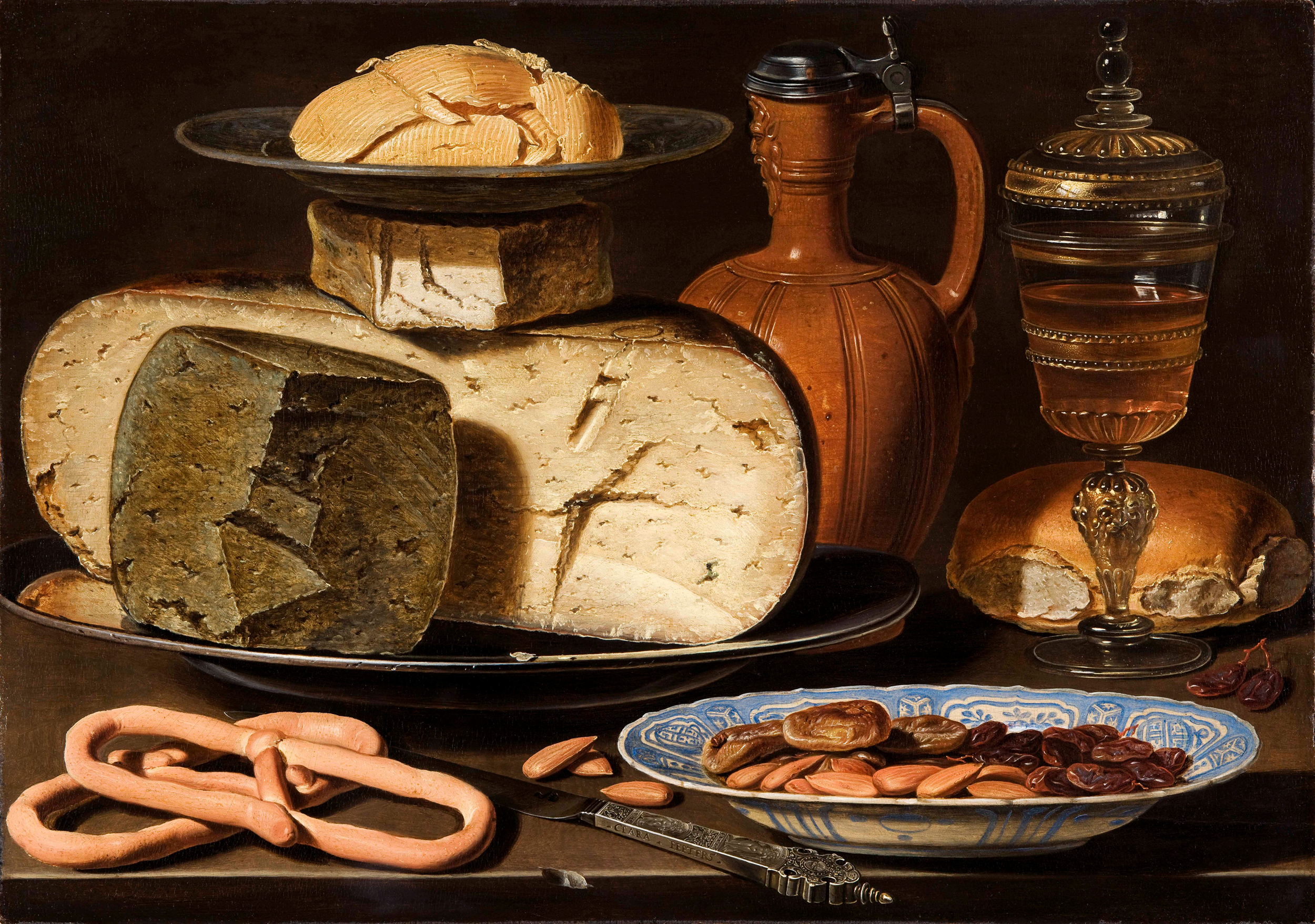
Stilleven met kazen, amandelen en krakelingen, 1615, 34,5 × 49 cm, Mauritshuis, Den Haag

Als succesvolle kunstenares werkte zij in opdracht voor vermogende kunstverzamelaars, zoals uit de iconografie van haar werk naar voren komt. Haar werk op groter dan normaal formaat, waarop dure voorwerpen zoals munten en juwelen zijn afgebeeld, was terug te vinden in private kunstverzamelingen van welstellende personen en kwam nadien terecht in musea, zoals het Prado, dat vier werken bezit, en het Mauritshuis. Dit laatste museum verwierf het schilderij Stilleven met kazen, amandelen en krakelingen van Peeters van een Amerikaanse verzamelaar die er in 2012 $ 2.900.000 voor betaalde.

Van 18 juni 2016 tot en met 2 oktober 2016 25 wijdde het Rockoxhuis in Antwerpen een overzichtstentoonstelling aan haar werk. Deze tentoonstelling was vanaf 25 oktober 2016 tot 19 februari 2017 te zien in het Madrileense museum Prado. Men kon er vijftien aan haar toegeschreven schilderijen bewonderen. Dit was de eerste tentoonstelling aldaar met uitsluitend werk van een vrouwelijke kunstenaar. Het Mauritshuis heeft in 2017 de tentoonstelling Slow Food: Stillevens uit de Gouden Eeuw samengesteld naar aanleiding van de nieuwe aanwinst, met zes werken van Clara Peeters en 22 werken in totaal.

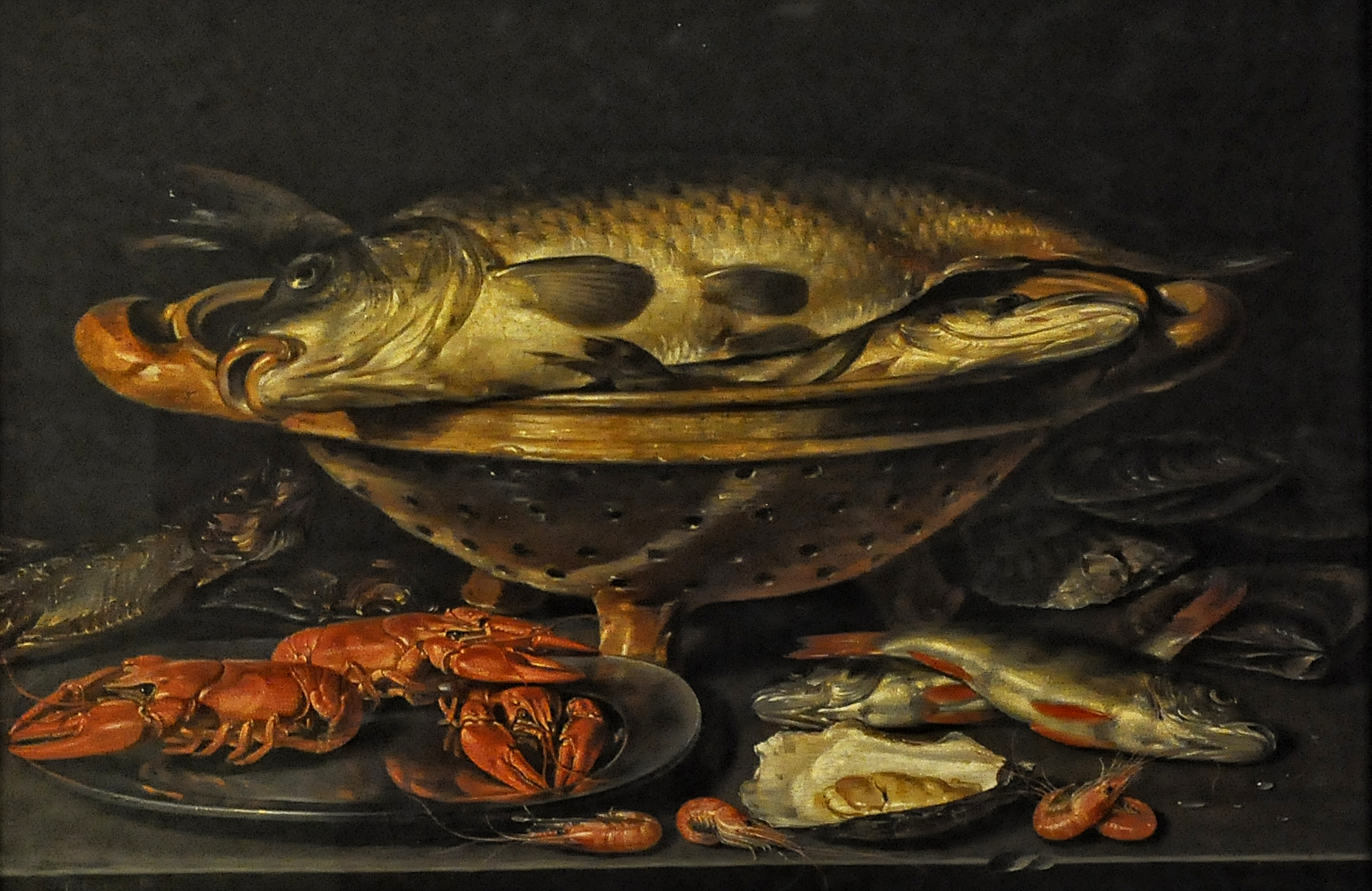
Stilleven met vis, ca. 1612-1620, Koninklijk Museum voor Schone Kunsten Antwerpen

## Wetenswaardig
Haar werk Stilleven met vis en kat was de aanzet tot de collectie werken van vrouwelijke kunstenaars van Wallace en Wilhelmina Hollaway, die nu de kern vormt van de permanente collectie van het National Museum of Women in the Arts in Washington D.C. In de openingsscène van het toneelstuk The Heidi Chronicles van de Amerikaanse auteur Wendy Wasserstein komt de ondergewaardeerde status van Peeters omwille van haar geslacht ter sprake.